# Markina-Xemein
Markina-Xemein és un municipi de la província de Biscaia, País Basc, pertanyent a la comarca de Lea-Artibai. Limita al nord amb Amoroto i Berriatua, al sud amb Mallabia i Berriz, a l'est amb Etxebarria i Eibar (Guipuscoa), a l'oest amb Ziortza-Bolibar. El municipi es va formar en 1952 per la fusió de la vila de Markina i la veïna anteiglesia de Xemein. En 1969 Ziortza-Bolibar va pertànyer al municipi fins al 2005.

## Topònim

### Marquina
Sobre l'etimologia de Markina hi ha dues teories principalment. La primera la relaciona amb la condició fronterera que va tenir la zona en l'edat mitjana fent derivar el topònim de la paraula marca (potser significant Markina simplement petita marca) o de marra (línia, límit). Aquesta teoria ja va ser proposada per Pablo Pedro Astarloa fa una mica més de 200 anys. Aquesta teoria es basa en el fet que durant l'edat mitjana el nom de Marquina feia referència a la comarca fronterera situada entre Biscaia i Guipúscoa, que comprenia la conca del riu Artibai i la conca baixa del Deba. Markina era el nom d'una de les merindads en les quals es dividia el Senyoriu de Biscaia, la qual ocupava la part central de la vall de l'Artibai, conegut també com a vall de Markina.
En el costat guipuscoà, en la vall del Deba, la zona on es fundarien Eibar i Soraluze s'anomenava Marquina de Yuso; i la zona on es fundaria Elgoibar, Marquina de Suso. La mateixa Elgoibar, fundada en 1346, es va denominar Villamayor de Marquina, encara que el nom no va tenir èxit i va acabar desapareixent. Segons aquesta teoria el nom de Marquina al·ludiria a la condició de la zona com districte fronterer entre Biscaia i Guipúscoa, potser per aquell temps sense límits clarament definits entre ambdós territoris. En el segle xiv era un territori conflictiu i perillós a causa de les incursions dels banderizos d'un territori en l'altre. En un lloc del territori de la Merindad o vall de Marquina, en la seva part vizcaína, és on en 1355, el senyor de Biscaia Don Tello funda una vila de nova planta a la qual denomina Villaviciosa de Marquina. Amb el pas del temps, aquesta vila deixa de ser coneguda com a Villaviciosa i passa a ser coneguda únicament com a Vila de Marquina o simplement Marquina, prenent para si el nom que antany es referia a tota una comarca. Aquest procés fou semblant al que la resta del territori, especialment en la part guipuscoana, deixés de ser conegut per aquest nom.
La segona teoria considera que Marquina és un antropònim derivat del nom propi femení llatí Marcina, amb la posterior evolució Marcina→Markina a nivell de pronunciació. Aquesta teoria es basa en el fet que existeix altra localitat denominada Markina a Àlaba, el nom de la qual no es pot fer derivar tan fàcilment de la paraula marca i també existeix altre topònim alabès Marquijana, que es pot derivar a partir de Marcina.

### Xemein
L'etimologia de Xemein no és massa clara. L'etimologia més estesa relaciona el nom del poble amb el nom propi medieval Xemeno (actualment Jimeno). Xemeno→Xemen→Xemein. En castellà l'evolució Xeméin→Jeméin es produïx en els segles XVII-XVIII, (vegeu lletra J). En basc es va mantenir l'antiga pronunciació com la sh anglesa, que es transcriu en aquest idioma amb la X; pel que en euskera el nom del poble s'escriu a la manera antiga castellana com Xemein.

## Galeria d'imatges

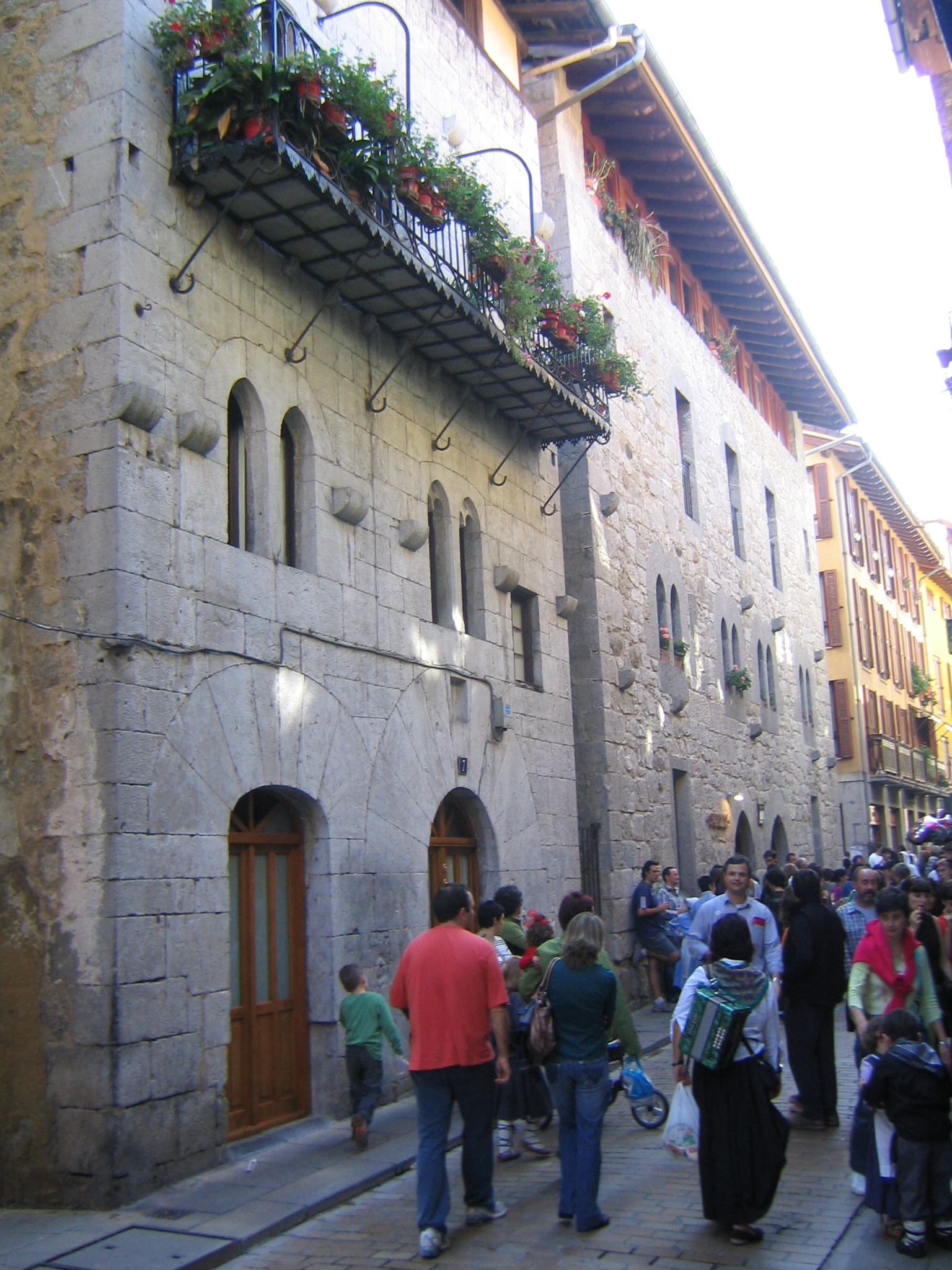
Façanes principals de torre Antxia i palau Ansotegi.
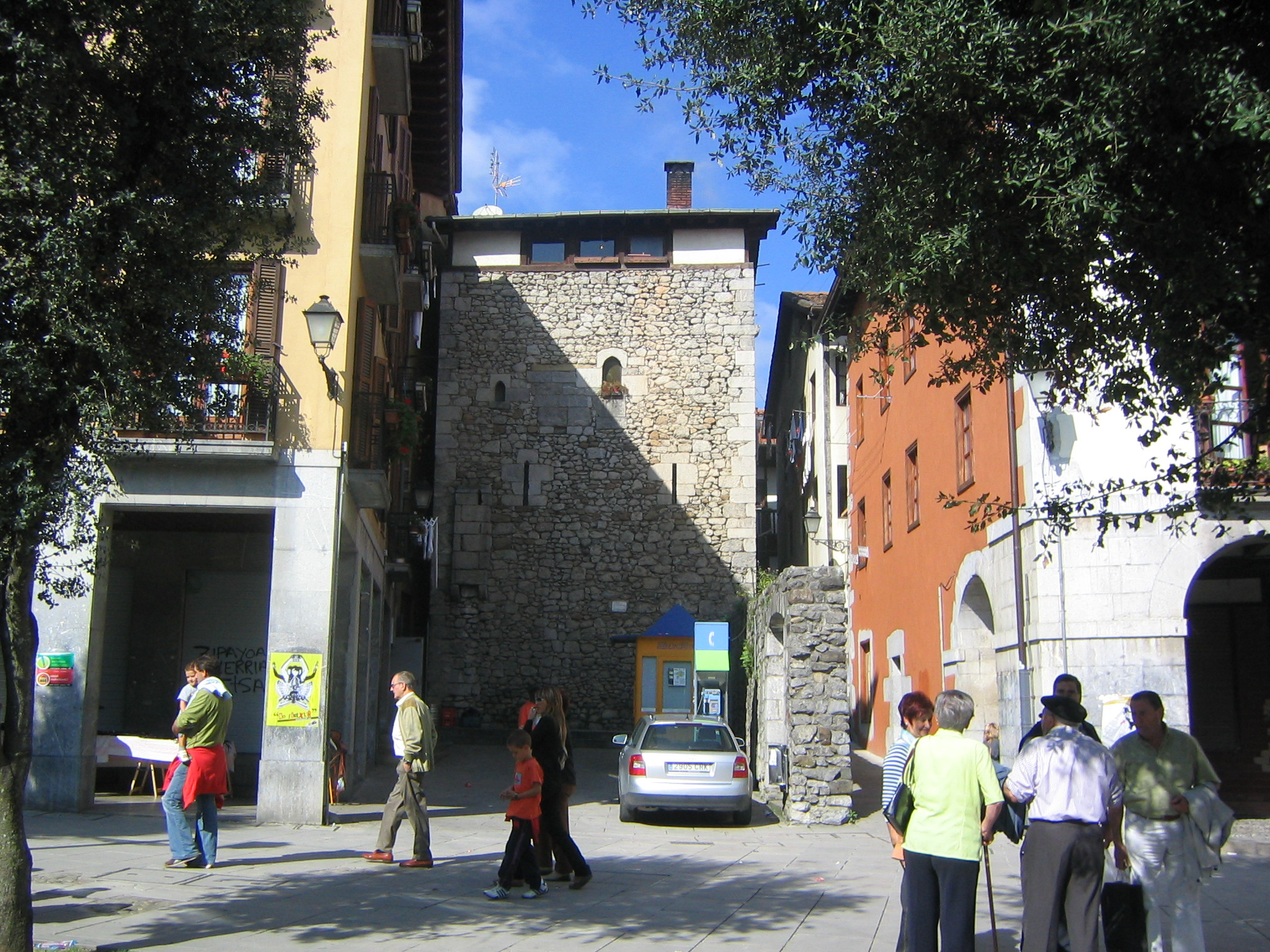
Façana posterior de torre Antxia.
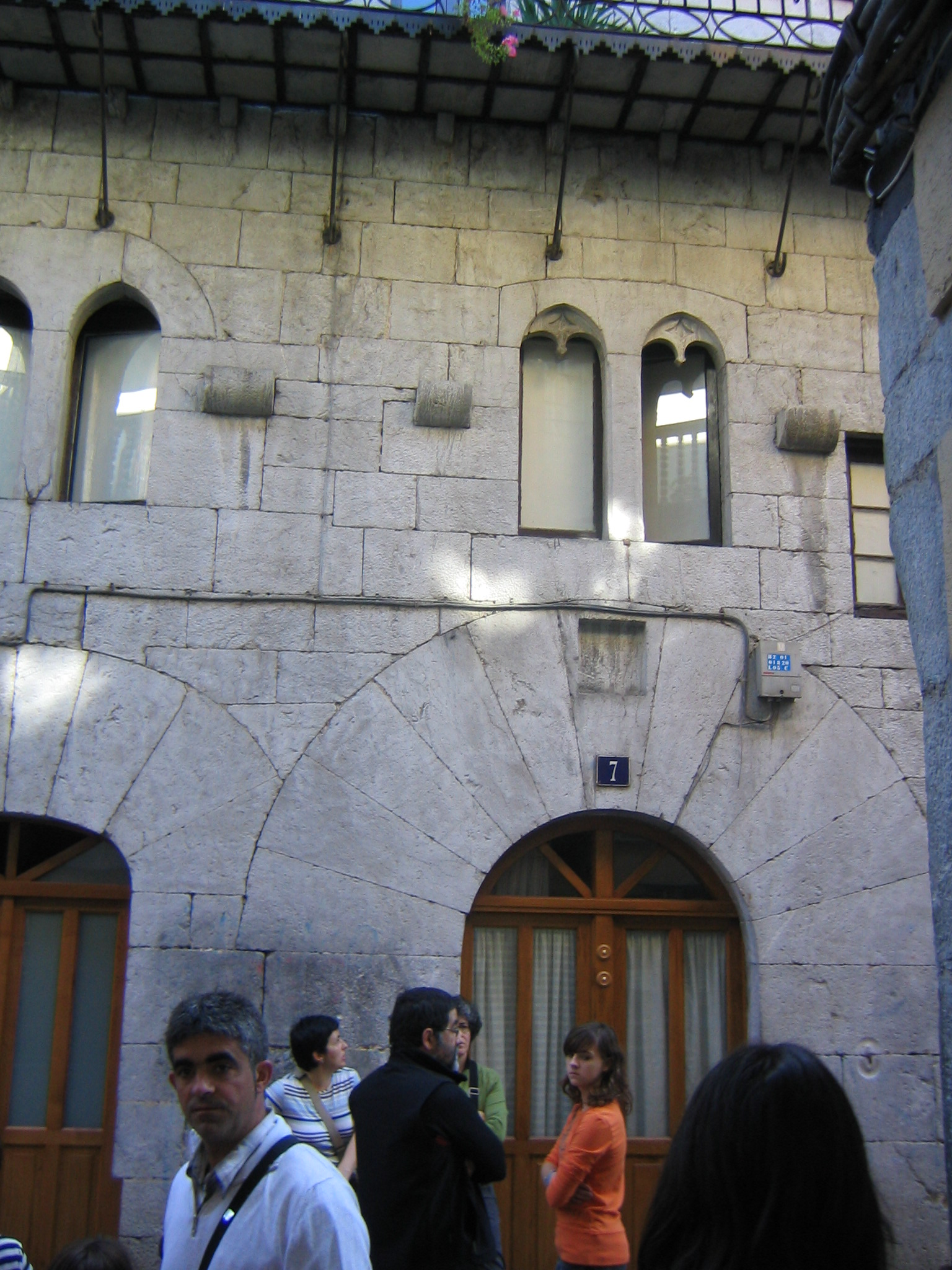
Façana principal de torre Antxia, detall.

## Personatges Il·lustres
- José María Arizmendiarrieta (1915-1976): sacerdot i impulsor de Mondragón Corporación Cooperativa.
- Luis Echanove (1929-1998): pintor i decorador.
- Fernando Ramon Barroeta (XVIII), Jutge Major de Biscaia.
- Juan Barroeta (XVII), Capità de mar.
- Luis Bernaola, Director de la Universitat Comercial de Deusto.
- Ramón José de Abecía, guerriller durant la Guerra de la Independència
- Frai Francisco Ugarte (1658-1693), Religiós missioner a les Filipines.
- Bartolomé Ibaseta-Beitia (XVI), Catedràtic de Lògica a la Universitat de Salamanca.
- Bartolomé Madariaga Garate conegut per Fra Bartolome Santa Teresa (1768-1836), religiós i arquitecte.
- Francisco Mari Ugartetxea Urkieta, conegut per pare José Domingo Santa Teresa, (1888-1980), religiós.
- Fray Juan Bartolomé Markina (1428-1499?), Primer rector del Col·legi Major o Universitat de Valladolid.
- Fray Juan Markina (1609-1796), Confessor del Cardenal Cisneros.
- Fray Matías Markina (1609-1769), Fundador del convent de Capuchinos de Deusto.
- Alberto Onaindía Zuloaga (1902-1988). Religiós. Assessor del lehendakari Agirre en el govern d'Euzkadi.
- Martin Oronzua (XVII), Capità de mar.
- Fray Pablo Mugartegi (XVIII), missioner.
- Pare Pedro María Alkorta Elordui (1822-1892), religiós
- Nicolasa Prada (1870-1959), cuinera.
- Martín de Oronzua, capità de mar.